# Thomas Becker (kanotist född 1967)
Thomas Becker, född den 6 juli 1967 i Hilden, Tyskland, är en tysk kanotist.
Han tog OS-brons på K-1 i slalom i samband med de olympiska kanottävlingarna 1996 i Atlanta.